# Enyo lugubris
Enyo lugubris (Linnaeus, 1771) è un lepidottero appartenente alla famiglia Sphingidae, diffuso in America Settentrionale, Centrale e Meridionale.

## Descrizione

### Adulto
La pagina superiore dell'ala anteriore è di un grigio alquanto omogeneo, e reca una macchia discale ben distinta, mentre quella inferiore rivela una netta area triangolare subapicale di colore arancione.
Il maschio è distinguibile rispetto alle altre specie congeneri (escluse E. boisduvali e E. latipennis per l'assenza della plica contenente l'organo androconiale nell'ala anteriore, e per la presenza di un'area anale marroncina sulla pagina superiore dell'ala posteriore. Se invece lo si raffronta con E. boisduvali ed E. latipennis, il maschio mostra un'ala anteriore più stretta ed appuntita a livello apicale, con un disegno meno variegato, ed un margine esterno poco scavato. L'ala posteriore è essa pure di un grigio spento, tendente al marroncino nella zona anale.
Nella femmina, la pagina superiore dell'ala anteriore in genere l'area mediana marroncina si estende posteriormente lungo la linea mediana fino a raggiungere CuA1, con un contorno non ben definito, comprendente R2 e l'angolo del tornus.
Il torace, l'addome e le tegulae sono di un grigio abbastanza omogeneo. Le antenne sono uncinate alle estremità. L'apertura alare è di 50-60 mm.
Nel genitale maschile, l'uncus presenta un lungo e stretto processo mediano; i tre processi ventrali sono sottili e ravvicinati. Lo gnathos appare dilatato e ritorto asimmetricamente a livello apicale. La valva destra e sinistra si mostrano diverse tra loro: la sinistra è quasi diritta se vista dorsalmente, con il margine ventrale pressoché rettilineo al centro, laddove diventa angolato a formare una sorta di dente, e con apice ristretto in un lungo processo mozzo; al contrario la valva destra presenta un margine ventrale non angolato al centro, privo di dente, obliquo dalla base fino al processo angolare. L'edeago termina in un processo lungo e sottile.

### Larva
Il bruco è verde abbastanza chiaro, con un capo largo e appiattito, relativamente piccolo rispetto alle dimensioni del corpo. Sui fianchi sono presenti sette linee oblique di un verde più pallido. Sono inoltre presenti, dorsolateralmente, delle aree di colorazione bruna che contribuiscono a dare l'impressione d'insieme di una fogliolina parzialmente seccata. Il cornetto caudale si riduce via via che gli stadi di sviluppo larvale si susseguono.

### Pupa
Le crisalidi appaiono scure e lucide, con un cremaster sviluppato e appuntito; si rinvengono entro bozzoli posti a scarsa profondità nel sottobosco.

## Biologia
Durante l'accoppiamento, le femmine richiamano i maschi grazie ad un feromone rilasciato da una ghiandola, posta all'estremità addominale.

### Periodo di volo
Gli adulti di questa specie sono rinvenibili tutto l'anno nella fascia tropicale, mentre più a nord volano tra agosto e novembre.

### Alimentazione
Gli adulti suggono il nettare di fiori di varie specie.
I bruchi si alimentano su foglie di membri della famiglia Vitaceae Juss., nom. cons., tra cui Ampelopsis spp. Michx., Cissus spp. L., e Vitis tiliifolia Humb. & Bonpl. ex Schult.

## Distribuzione e habitat

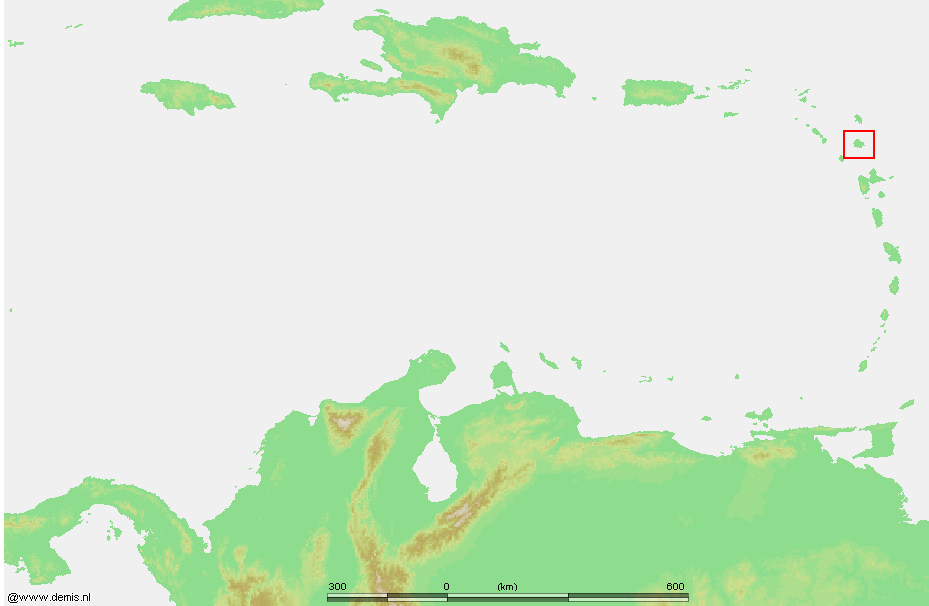
Localizzazione geografica dell'isola di Antigua, locus typicus della specie

L'areale di questa specie si estende sia sull'Ecozona neartica sia su quella neotropicale, essendo presente in Antigua (locus typicus), Argentina (Buenos Aires, Chaco, Formosa, La Rioja, Misiones, Salta, Tucumán), Belize (Cayo, Corozal, Orange Walk, Toledo), Brasile (Minas Gerais, probabilmente Rio de Janeiro e San Paolo), Colombia, Costa Rica, Cuba, Ecuador, El Salvador, Galápagos, Guatemala, Guiana Francese (Régina
), Guyana (Barima-Waini), Haiti, Honduras, Messico, Nicaragua, Panama, Paraguay (Alto Paraguay, Alto Paraná, Amambay, Boquerón, Caaguazú, Canindeyú, Central, Concepción, Cordillera, Guairá, Presidente Hayes, Paraguarí, probabilmente Caazapá, Itapúa, Misiones, Ñeembucú, San Pedro), Perù (Junín), Repubblica Dominicana, Stati Uniti d'America (Arizona, Arkansas, Florida, Georgia, Illinois, Michigan, New York, Carolina del Sud, Texas), Suriname, Uruguay, Venezuela (Apure, Aragua, Bolívar, Guárico, Lara, Portuguesa).
L'habitat è rappresentato da foreste tropicali e sub-tropicali, dal livello del mare fino a 2.700 metri di altitudine.

## Tassonomia
Questo taxon è la specie tipo del genere Enyo.

### Sottospecie
Al momento sono riconosciute due sottospecie.
- Enyo lugubris lugubris (Linnaeus, 1771) - Mantissa Plant. 2: 537. - Locus typicus: Antigua[1][4]
- Enyo lugubris delanoi (Kernbach, 1962) - Schwärm. Galapag. Op. zool. Münch., 63, 1-19 - Locus typicus: Galápagos[5][7]

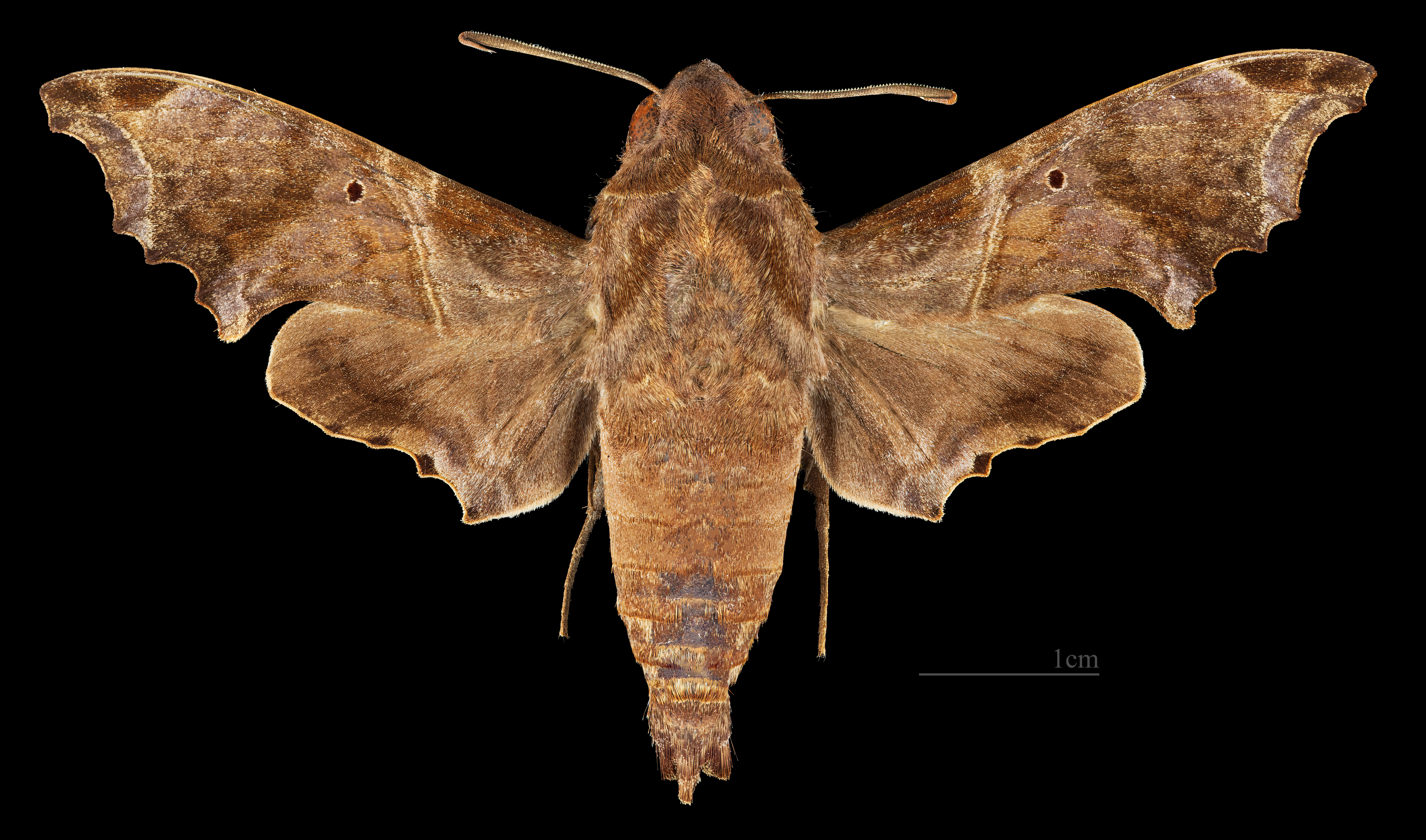
Enyo lugubris delanoi ♂
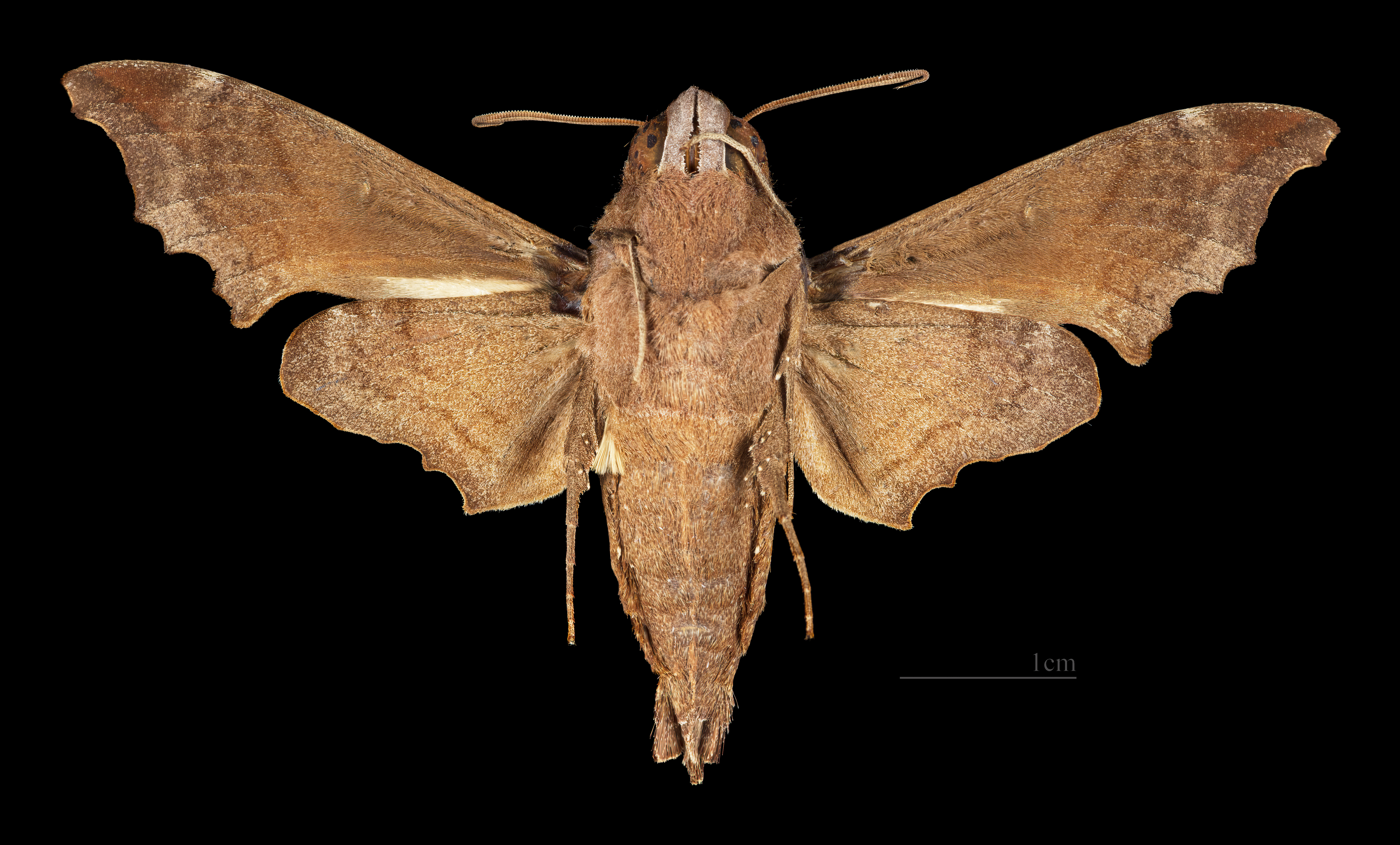
Enyo lugubris delanoi♂  △

### Sinonimi
Sono stati riportati quattro sinonimi:
- Epistor luctuosus Boisduval, 1875 - Hist. nat. Ins., Spec. gén. Lépid. Hétérocères, 1 : 298 -  Locus typicus: Brasile (Sinonimo eterotipico)[9]
- Epistor lugubris delanoi Kernbach, 1962 - Schwärm. Galapag. Op. zool. Münch., 63, 1-19 - Locus typicus: Galápagos (Sinonimo eterotipico)[7]
- Sphinx fegeus Cramer, 1779 - Uitl. Kapellen 3 (23-24): 174 (index), (17-21): pl. 225, fig. E - Locus typicus: Suriname (Sinonimo eterotipico)[6]
- Sphinx lugubris Linnaeus, 1771 - Mantissa Plant. 2: 537 - Locus typicus: Antigua (Sinonimo omotipico, basionimo)[1]